# Ременезуб Гектора
Ременезуб Гектора (Mesoplodon hectori) — кит з роду Ременезуб, родини Дзьоборилові. Має маленькі зуби, розташовані неподалік від переднього кінця нижньої щелепи. Певно широко поширені в помірних водах південної півкулі.
| Панда | Це незавершена стаття з теріології. Ви можете допомогти проєкту, виправивши або дописавши її. |